# Insula Prince Charles

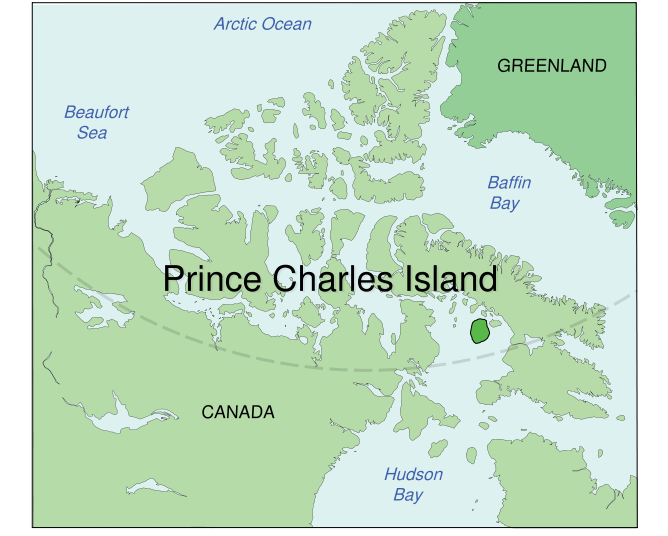
Localizarea insulei Prince Charles în Arhipelagul Arctic Canadian

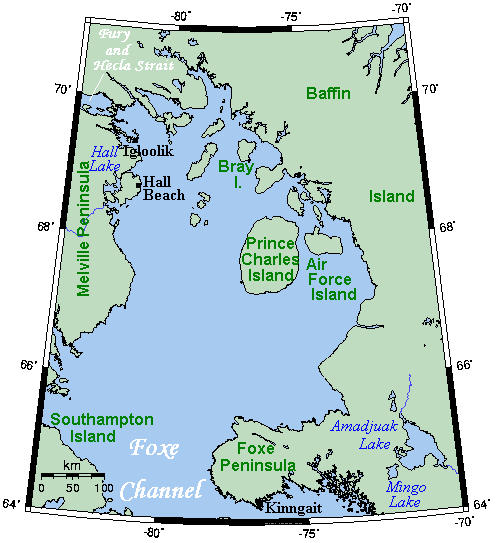
Zona bazinului Foxe cu insula Prince Charles în centrul imaginii

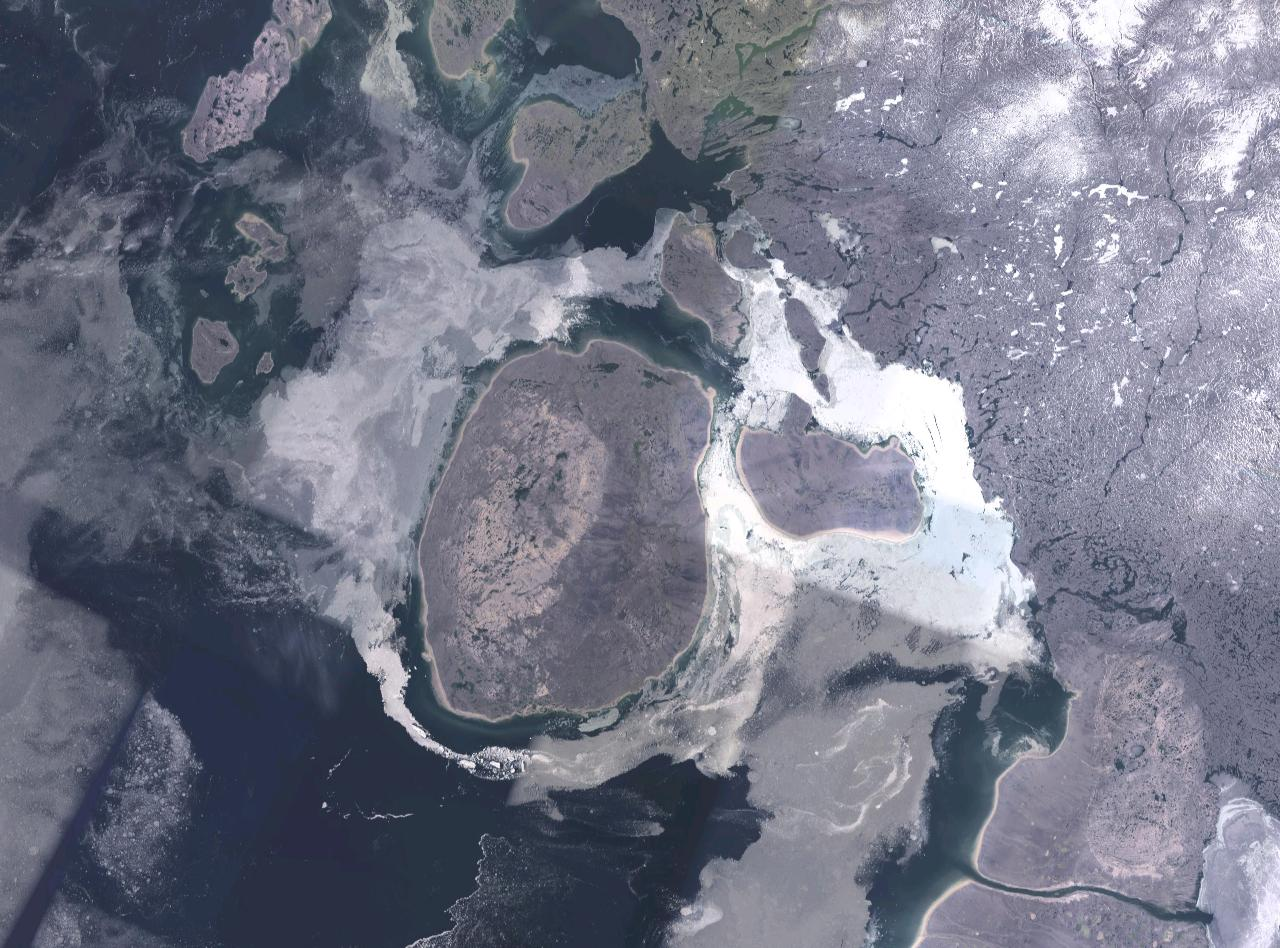
Imagine din satelit a insulei Prince Charles

Insula Prince Charles este o insulă nelocuită din Arhipelagul Arctic Canadian, situată în Bazinul Foxe, în vecinătatea coastelor vestice ale insulei Baffin și  aparținând administrativ de regiunea Qikiqtaaluk a teritoriului Nunavut din Canada. Cu o suprafață de 9521  km2   ocupă locul 78 în lume și locul 19 în Canada.
În vecinătatea ei se află numeroase insule mai mici, cele mai importante fiind insula Air Force și insula Foley.
Insula are un relief în general plat, cu altitudini în general de sub 10 m deasupra nivelului mării, fiind acoperită în mare parte de lacuri și mlaștini cu vegetație de tundră. Altitudinea maximă este de 73 m.
Insula a fost descoperită abia în anul 1948, de către aviatorul canadian Albert-Ernest Tomkinson și numită în onoarea prințului Charles al Regatului Unit care s-a născut în același an.